# دوبنده

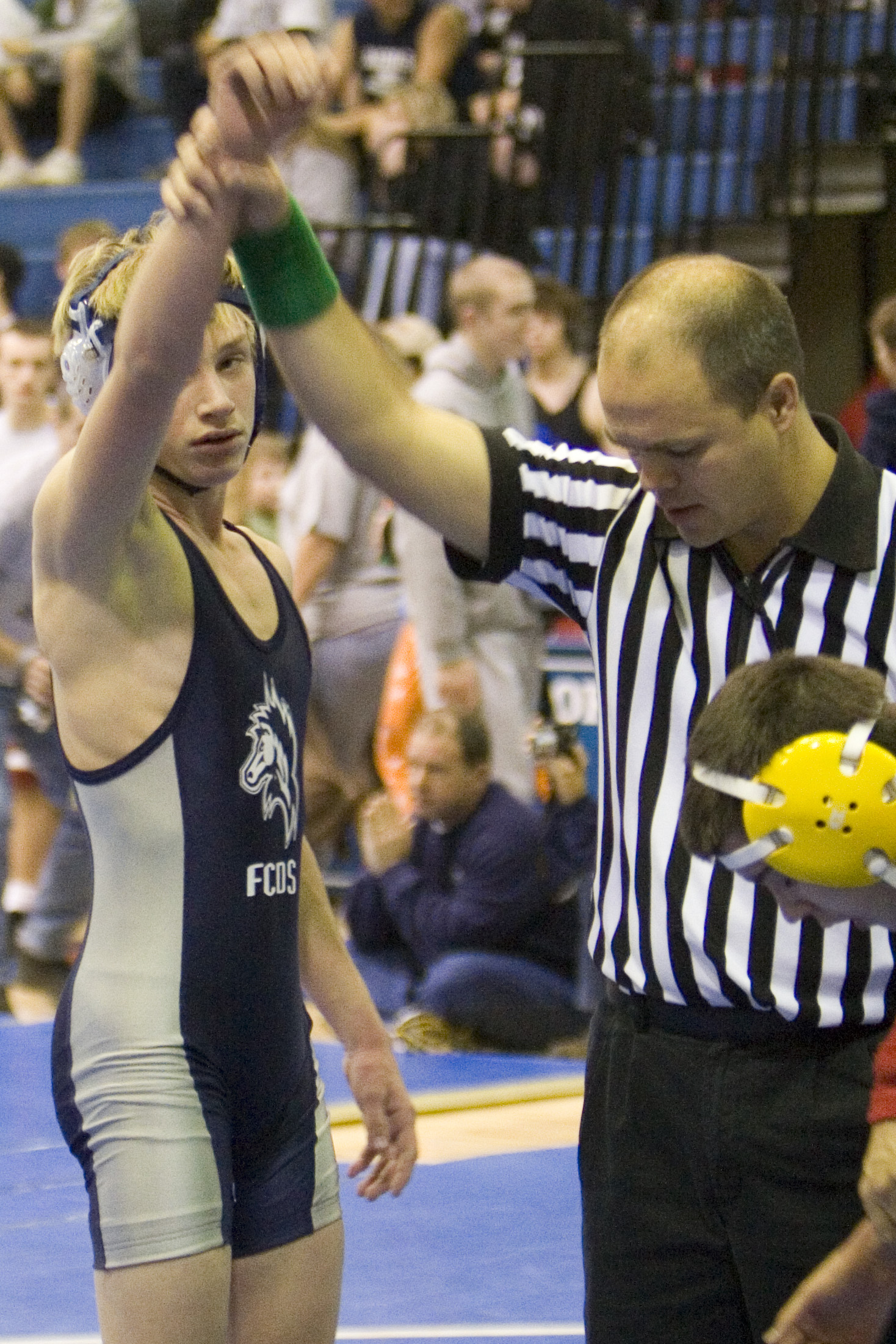
یک کشتیگیر با دوبنده سفید-مشکی

دوبنده پوشش مجاز و قانونی کشتی‌گیران در مسابقه‌های کشتی آزاد و کشتی فرنگی است. جنس آن از اسپاندکس یا نایلون است و در دو رنگ قرمز و آبی برای مسابقات رسمی استفاده می‌شود.